# Kudzanai-Violet Hwami
Kudzanai-Violet Hwami née dans le district de Gutu au Zimbabwe en 1993 est une peintre zimbabwéenne.
Elle questionne le genre et la représentation du corps noir. Elle vit et travaille au Royaume-Uni.

## Biographie
Née en 1993 au Zimbabwe, Kudzanai-Violet Hwami vit en Afrique du Sud de 9 à 17 ans. En 2016, elle obtient un Bachelor of arts au Wimbledon College of Arts (en). Elle se consacre à la peinture à l'huile. Elle intègre à ses peintures d'autres techniques, comme la sérigraphie, le pastel, le fusain, le collage. 
Hwami travaille sur la représentation du corps noir en reprenant des portraits des années 1970 dans lesquels les modèles africains posaient devant des fonds de couleurs à la fois vives et vibrantes. Elle se met elle-même en scène et fait également les portraits de ses proches.
En 2017, elle expose ses œuvres à la Tyburn Gallery, au sud de Londres. En France, elle est présente en 2018 aux Ateliers de Rennes, à Triangle France situé à la friche Belle de Mai, à l'Espace Art Absolument à Paris et à la  Fondation Clément en Martinique. En 2019, Kudzanai-Violet Hwami est présente à la 58e Biennale de Venise dans le pavillon du Zimbabwe.

## Récompenses
- prix Clyde & Co, 2016.
- Young Achiever of the Year du Zimbabwe Women's Award, 2016.

## Expositions personnelles
- We Made You Nations & Tribes, CornExchange, Manchester, 2013.
- If You Keep Going South You'll Meet Yourself, Tyburn Gallery, Londres, 2017.
- Kudzanai-Violet Hwami, Gasworks, Londres, 2019.